# Comité Paralímpico de Omán
El Comité Paralímpico de Omán (en árabe: اللجنة البارالمبية العمانية) es el comité paralímpico nacional que representa a Omán. Esta organización es la responsable de las actividades deportivas paralímpicas en el país. Es miembro del Comité Paralímpico Internacional y del Comité Paralímpico Asiático.